# Joseph Roffo
Louis Joseph Roffo (* 21. Januar 1879 in Paris; † 5. Februar 1933 ebenda) war ein französischer Rugbyspieler.
Er spielte bei Racing Club de France aus Paris.
Mit fünf Teamkollegen des Vereins trat er außerdem im Jahr 1900 bei den Olympischen Spielen im Tauziehen an. Dort unterlagen sie dem schwedisch-norwegischen Team, gewannen aber trotzdem eine Silbermedaille, da es nur diese beiden Mannschaften gab.
Roffo war Ingenieur für Kunst und Manufaktur.